# Pârâul Auriu
Pârâul Auriu sau Râul Valea Aurului este un curs de apă, afluent al râului Homorod. 